# Istrav

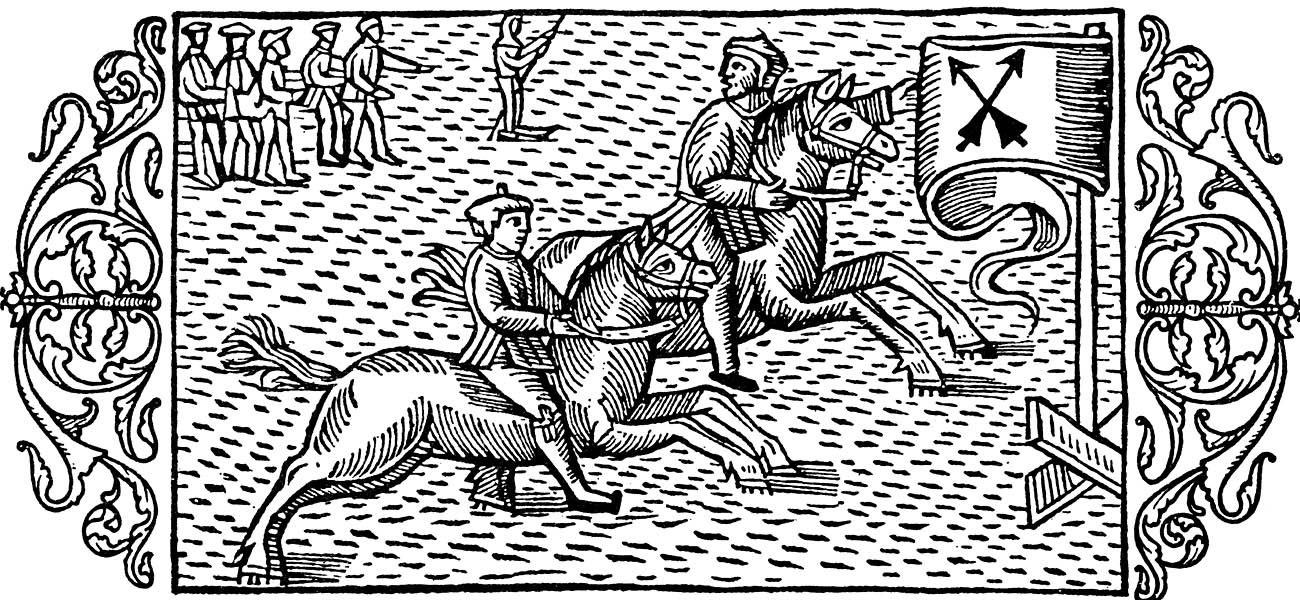
Två ryttare rider i kapp mot ett baner med två korslagda skäktor. Hovarna är försedda med isbroddar. Längst upp syns en man på isläggar staka sig fram med en stav som han för mellan benen. Ur Historia om de nordiska folken, bok 1, kapitel 25.

Istrav är en hästsport, som utövats främst i de nordiska länderna. Istrav har stora likheter med dagens travtävlingar, med den stora skillnaden att sporten utövas på is – främst på frusna sjöar.
Istrav är en av de idrotter med äldst dokumentation i Sverige, då den omnämns i Olaus Magnus bok Historia om de nordiska folken som utkom 1555.
Under en bild med en isläggsåkare och två ryttare på en sjöis kan man i detta verk, bok 1, kapitel 25, läsa: “Bilden visar tvenne slag av idrottsmän, som löper respektive rider ikapp på isen.”
På Åresjön i Jämtland bedrevs länge istrav, och traditionen har under senare år återupptagits. Även på flera andra sjöar runt om i Sverige har istrav förekommit. Arvika travbana och Årjängstravet genomför istrav varje år.